# Parafia św. Jana Chrzciciela w Mościsku
Parafia św. Jana Chrzciciela w Mościsku znajduje się w dekanacie dzierżoniowskim w diecezji świdnickiej. Była erygowana w 1972 r. Jej proboszczem jest ks.  Jarosław Genibor. 